# Café Nice
Café Nice foi um café-bar da cidade do Rio de Janeiro que, na primeira metade do século XX, reunia a boemia carioca e foi palco de muitos acontecimentos no meio artístico e, por isto, objeto de várias referências culturais. Estava situado na Avenida Rio Branco, número 174.
Tendo seu auge nas décadas de 1930 e 1940, com intensa frequência de artistas, dentre os quais se destacavam Noel Rosa, Wilson Batista, entre outros,  ou mesmo jornalistas como Mário Filho que, nas páginas do jornal O Globo, publicava uma seção de entrevistas com jogadores de futebol e torcedores — o "cafezinho com os entrevistados" — onde no Café Nice este se encontrava com os principais nomes do meio futebolístico carioca.
De instalações simples, foi assim definido por Mário Lago: “O Café Nice, como café, era umas mesas. Mas havia um espírito do Café Nice”; nele cantores de sucesso como Francisco Alves procuravam pelos autores de novas composições. Era considerado o "Quartel General do Samba".

## Histórico
Fundado em 18 de agosto de 1928, o estabelecimento seguia o processo de reurbanização da então capital brasileira, feita a seguir os moldes parisienses, o que influenciou no nome e estilo francês do "Nice".
Tinha uma localização privilegiada na Avenida Rio Branco, no centro da cidade, o que lhe favoreceu a frequência; naquela região a lei obrigava que os frequentadores trajassem vestimentas formais, então mesmo os mais simples clientes trajavam terno e gravata, uma vez que a maioria deles era de homens. Sobre ele registrou Osmar Frazão: “Em frente ao Café Nice ficava o Cinema Parisiense. Foi o primeiro a ser instalado na Rio Branco, em 1907. Ao lado ficava o Cineac Trianon. Nesse trecho ainda tinha a Rádio Clube do Brasil e o Theatro Municipal mais à frente. Então, era um ponto de encontro maravilhoso, que teve uma representatividade muito grande na história do Rio de Janeiro, para a boemia e o lazer”.
Apesar disto, o estabelecimento fechou na metade da década de 1950.

## Espaço físico
O Nice possuía três ambientes: no exterior, composto por mesas e cadeiras de vime; já a parte de dentro era formada por dois ambientes distintos: um mais seleto para os clientes que tomariam chás ou bebidas finas, e lanches, e uma outra mais simples onde se tomava café com leite e pão na manteiga, bebidas baratas e o café propriamente.
Wilson Batista, que daria ao seu livro de memórias jamais terminado o título de "Café Nice", assim o descreveu: "modesto café de cinco portas, com cadeiras e mesinhas de vime do lado de fora, com cocos verdes no chão e ao seu redor, que todos nós do rádio tivemos nossos primeiros sonhos".